# Corumbá (criminoso)
José Vicente Matias, o "Corumbá" (Firminópolis, Goiás, 24 de setembro de 1966), é um ex-artesão que foi preso por assassinar e esquartejar seis mulheres após tê-las estuprado. Os crimes aconteceram entre 1999 e 2005. Além de matar, “Corumbá” praticou também canibalismo com os restos mortais das vítimas, ingerindo sangue e pedaços cerebrais das mesmas. 
Nos depoimentos, “Corumbá” entrou em diversas contradições. Por vezes, mencionou sofrer “influências” do Diabo, que teria sussurrado em seu ouvido a suposta missão de matar sete mulheres. Alegou também, como sendo motivos para seus crimes, xenofobia e chacotas sofridas por sua impotência sexual. “Corumbá” já possuía passagens pela polícia por abuso sexual e atentado violento ao pudor e cumpria pena por estes crimes em Goiás. Fugiu da prisão em 1998, antes de começar os assassinatos em série em 1999.   

## Vítimas
- Nuria Fernandez Collada (2005): a turista espanhola de 27 anos foi morta a pauladas na cabeça. Teve pedaços do cérebro e sangue ingeridos após ritual de dança. Ela foi morta na praia de Itatinga[4] no Alcântara, no Maranhão.[5] Foi a última vítima de Corumbá.

- Maryanne Kern (2004): turista alemã de 49 anos foi morta em Barreirinhas no Maranhão e encontrada dentro de uma cova rasa.[5]

- Katryn Rakitov (2004): russo-israelense de 29 anos. Foi morta em Pirenópolis, Goiás.[5] Corumbá também disse em depoimento que havia roubado 15 mil da vítima, mas o dinheiro nunca foi encontrado.[6] Durante o julgamento pela morte de Lidiayne, ele negou este assassinato, dizendo que Katryn havia caído de uma ribanceira.[7]

- Lidiayne Vieira de Melo (2004): a goiana de 16 anos passou um dia e meio amarrada enquanto Corumbá bebia seu sangue. Depois de morta, teve o corpo esquartejado. Ela foi morta em Goiânia,[5] em janeiro de 2004.[8]

- Simone Lima Pinho (2000): a baiana, hippie e artesã de 26 anos foi assassinada a pauladas e pedradas em junho de 2000 no município de Lençóis na Bahia.[9] Foi a última vítima a ser encontrada.[10]

- Natália Canhas Carneiro (1999): a mineira de 15 anos foi morta em setembro de 1999, no município de Três Marias, Minas Gerais.[5] Durante o julgamento pela morte de Lidiayne, Corumbá disse que matou Natália porque ela havia lhe furtado algumas coisas meses antes em Guarapari, no Espírito Santo.

## Os crimes
Corumbá assassinou pelo menos seis mulheres entre os anos de 1999 e 2005 nos estados do Maranhão, Goiás, Minas Gerais e Bahia. Por ser adepto do estilo hippie, ele vivia viajando pelo país, vendendo os produtos que fabricava, o que explica a ampla variação geográfica dos locais onde os crimes foram cometidos. Este fato, inclusive, dificultou o trabalho de investigação da polícia. 
Ele agia sempre em cidades turísticas e empregava crueldade para matar. Além disto, as mortes envolviam rituais de magia negra e canibalismo. 
Foi preso em 2005, no Pará, para onde havia fugido depois de assassinar a espanhola Nuria Fernández Collada. Ela foi morta poucos dias depois de Maryanne Kern, uma turista alemã, e devido às circunstâncias em que os dois corpos foram encontrados, a polícia começou a suspeitar da atuação de um assassino em série. 
Depois de ser preso ele confessou primeiro os assassinatos de Ketryn, Maryanne e Nuria e só uma semana depois o das vítimas Lidiayne, Natália e Simone. Também revelou onde os corpos estavam e que, em pelo menos dois casos, agiu sob efeito de drogas alucinógenas.  
Disse em depoimento: “não procurei ir atrás de nenhuma delas, elas vieram até mim. Me convidaram para sair com elas”.
Os crimes violentos que praticava ganharam repercussão internacional por causa das três vítimas estrangeiras. O El Mundo da Espanha, por exemplo, noticiou o caso. 

## A prisão
Foi preso no dia 29 de março de 2005, em Bragança, no interior do Pará, depois de uma denúncia anônima. Segundo o jornal espanhol El Mundo, ele havia fugido para o estado depois de matar a espanhola Nuria Fernández Collada no Maranhão. O jornal ainda escreveu: “várias testemunhas disseram ter visto o casal no dia 20 de março (de 2005) num barco rumo à Praia de Itatinga, em Alcântara, de onde ele voltou sozinho. Como ele comprou a passagem para o Pará antes de viajar com a espanhola, a polícia acredita que o crime foi premeditado”.
Com a ajuda de testemunhas, a polícia elaborou um retrato falado de Corumbá e localizou Valéria Veloso, sua ex-namorada. Ela, além de fazer o reconhecimento do retrato, revelou que havia viajado para o Maranhão na companhia de Corumbá pouco antes dos assassinatos de Nuria e Maryanne. 
Após ser preso, foi transferido para São Luís, no Maranhão.  
Ele cumpre pena na Penitenciária Odenir Guimarães do Complexo Prisional, em Aparecida de Goiânia, por quatro condenações.

## Modus operandi
Geralmente matava de forma violenta, usando algum objeto (pau, pedra - Lidiayne foi morta por estrangulamento e depois decapitada), deixando os corpos machucados e/ou desfigurados, próximo a áreas com muita água (praias ou cachoeiras). Os corpos foram encontrados nus e enterrados ou semienterrados (cobertos por pedras ou enterrados na areia).
Bebia o sangue e/ou comia partes do corpo das vítimas e agia sempre em cidades turísticas. 

## Julgamento e penas
Caso Lidiayne: condenado em junho de 2008 a 23 anos de prisão por homicídio e ocultação de cadáver. 
Caso Katryn: em agosto de 2016 conseguiu redução da pena de 27 para 24 anos após a defesa recorrer da primeira sentença, obtendo a classificação do crime de “latrocínio” para “homicídio doloso”.  
Caso Núria: foi condenado em maio de 2018 a 22 anos, 4 meses e 15 dias de prisão em regime fechado pelo crime de homicídio qualificado. 
Ainda há casos a serem julgados. 

## Caso Lidiayne: revelações e contradições durante o julgamento
Durante o julgamento pela morte de Lidiayne, Corumbá fez diversas revelações, não só sobre o caso, mas os demais crimes. Algumas destas revelações, no entanto, são contraditórias ao que foi apurado pela polícia ou mesmo dito em depoimentos anteriores: 
- que ele e Lidiayne se conheceram três dias antes de sua morte. Que usaram drogas juntos e fizeram sexo. Que quando acordou e viu Lidiayne dormindo em cima dele, jogou sua cabeça contra a parede;
- que após constatar a morte dela, saiu da casa e andou durante todo o dia pelas ruas da cidade, pensando no que fazer. Que ao retornar, cortou as pernas da estudante e acomodou seus membros e a cabeça em diferentes sacos para, em seguida, transportá-los em um carrinho de mão até um córrego;
- que sempre usou muitas drogas, tendo chegado a ficar internado por 1, 6 ano em Maringá (PR);
- que a versão que ele apresentou de que recebeu ordens demoníacas para matar Lidiayne é falsa, tendo falado aquilo orientado por pessoas que teriam lhe dito que era melhor dar uma de louco, já que o caso estava tendo repercussão e o cerco estava se fechando contra ele;
- que não sabe se ouve vozes ou se tem alucinações;
- que não gosta de ser chamado de artesão, mas de andarilho, pois tem o hábito de morar em diferentes lugares;
- que no crime praticado em Lençóis (morte de Simone), esfaqueou um casal. Que o rapaz tinha sobrevivido e a moça, morrido;
- que a morte de Katryn tinha sido um acidente. Que ela havia caído de uma ribanceira.